# Championnat de Pologne de football de deuxième division 2010-2011
Navigation
Édition précédente Édition suivante
La saison 2010-2011 du championnat de Pologne de deuxième division est la soixante-troisième saison de l'histoire de la compétition. Cette édition débute le 31 juillet 2010 et se termine le 11 juin 2011.
L'Odra Wodzisław Śląski et le Piast Gliwice sont les deux clubs relégués de première division.
Après deux ans d'absence, le ŁKS Łódź gagne sa place pour revenir en Ekstraklasa en se classant premier, et le Podbeskidzie Bielsko-Biała le suit pour la première fois de son histoire et après plus de cent ans d'existence.

## Compétition

### Classement
| Rang | Équipe                       | Pts                                | J                                  | G                                  | N                                  | P                                  | Bp                                 | Bc                                 | Diff                               |
| ---- | ---------------------------- | ---------------------------------- | ---------------------------------- | ---------------------------------- | ---------------------------------- | ---------------------------------- | ---------------------------------- | ---------------------------------- | ---------------------------------- |
| 1    | ŁKS Łódź                     | 71                                 | 34                                 | 20                                 | 11                                 | 3                                  | 59                                 | 34                                 | +25                                |
| 2    | Podbeskidzie Bielsko-Biała   | 69                                 | 34                                 | 20                                 | 9                                  | 5                                  | 53                                 | 23                                 | +30                                |
| 3    | Flota Świnoujście            | 66                                 | 34                                 | 19                                 | 9                                  | 6                                  | 58                                 | 34                                 | +24                                |
| 4    | Sandecja Nowy Sącz           | 56                                 | 34                                 | 15                                 | 11                                 | 8                                  | 52                                 | 34                                 | +18                                |
| 5    | Piast Gliwice (R)            | 52                                 | 34                                 | 13                                 | 13                                 | 8                                  | 45                                 | 31                                 | +14                                |
| 6    | Pogoń Szczecin               | 51                                 | 34                                 | 14                                 | 9                                  | 11                                 | 55                                 | 42                                 | +13                                |
| 7    | Warta Poznań                 | 50                                 | 34                                 | 14                                 | 8                                  | 12                                 | 44                                 | 43                                 | +1                                 |
| 8    | GKS Bogdanka                 | 50                                 | 34                                 | 14                                 | 8                                  | 12                                 | 44                                 | 39                                 | +5                                 |
| 9    | Ruch Radzionków (P)          | 46                                 | 34                                 | 13                                 | 7                                  | 14                                 | 34                                 | 32                                 | +2                                 |
| 10   | Górnik Polkowice (en) (P)    | 42                                 | 34                                 | 12                                 | 6                                  | 16                                 | 31                                 | 39                                 | -8                                 |
| 11   | GKS Katowice                 | 41                                 | 34                                 | 10                                 | 11                                 | 13                                 | 47                                 | 57                                 | -10                                |
| 12   | Kolejarz Stróże (P)          | 38                                 | 34                                 | 10                                 | 8                                  | 16                                 | 30                                 | 43                                 | -13                                |
| 13   | Dolcan Ząbki                 | 37                                 | 34                                 | 10                                 | 7                                  | 17                                 | 33                                 | 39                                 | -6                                 |
| 14   | Bruk-Bet Nieciecza (P)       | 37                                 | 34                                 | 10                                 | 7                                  | 17                                 | 40                                 | 53                                 | -13                                |
| 15   | MKS Kluczbork (en)           | 36                                 | 34                                 | 8                                  | 12                                 | 14                                 | 36                                 | 44                                 | -8                                 |
| 16   | KSZO Ostrowiec Świętokrzyski | 36                                 | 34                                 | 9                                  | 9                                  | 16                                 | 32                                 | 43                                 | -11                                |
| 17   | Odra Wodzisław Śląski (R)    | 32                                 | 34                                 | 9                                  | 5                                  | 20                                 | 29                                 | 58                                 | -29                                |
| 18   | GKP Gorzów Wielkopolski      | Déclare forfait après 27 journées. | Déclare forfait après 27 journées. | Déclare forfait après 27 journées. | Déclare forfait après 27 journées. | Déclare forfait après 27 journées. | Déclare forfait après 27 journées. | Déclare forfait après 27 journées. | Déclare forfait après 27 journées. |

| Légende : Promotions et relégations | Légende : Promotions et relégations                        |
| ----------------------------------- | ---------------------------------------------------------- |
|                                     | Promotion en Ekstraklasa : 1er et 2e                       |
|                                     | Relégation en II liga : 15e, 16e et 17e                    |
|                                     | Relégation en III liga : GKP Gorzów Wielkopolski (forfait) |
|                                     | (R) : Relégué (P) : Promu                                  |

### Bilan de la saison
| Tableau d'Honneur |                     |
| Compétition       | Vainqueur           |
| I liga            | ŁKS Łódź            |
| Coupe de Pologne  | Legia Varsovie (D1) |

| Promotions et relégations |              |
| Promus en Ekstraklasa     | ŁKS Łódź     |
| Promus en Ekstraklasa     | Podbeskidzie |

| Promotions et relégations |                         |
| Relégués en II liga       | MKS Kluczbork (en)      |
| Relégués en II liga       | Ostrowiec Świętokrzyski |
| Relégués en II liga       | Odra Wodzisław Śląski   |
| Relégué en III liga       | GKP Gorzów Wielkopolski |
| Promus de II liga         | Olimpia Grudziądz       |
| Promus de II liga         | Zawisza Bydgoszcz       |
| Promus de II liga         | Olimpia Elbląg          |
| Promus de II liga         | Wisła Płock             |

## Meilleurs buteurs
| Rang | Joueur                      | Équipe                     | Buts |
| ---- | --------------------------- | -------------------------- | ---- |
| 1    | Charles Uchenna Nwaogu (de) | Flota Świnoujście          | 17   |
| 2    | Arkadiusz Aleksander (en)   | Sandecja Nowy Sącz         | 13   |
| 2    | Marcin Mięciel              | ŁKS Łódź                   | 13   |
| 4    | Adam Cieśliński             | Podbeskidzie Bielsko-Biała | 12   |
| 5    | Emil Drozdowicz             | GKP Gorzów Wielkopolski    | 11   |
| 5    | Jakub Kosecki               | ŁKS Łódź                   | 11   |